# Мурфилд Стејшон (Вирџинија)
Мурфилд Стејшон (енгл. Moorefield Station) насељено је место без административног статуса у америчкој савезној држави Вирџинија.

## Демографија
По попису из 2010. године број становника је 77.
| Група             | 2000.    | 2010.      |
| Белци             | 0 (0,0%) | 32 (41,6%) |
| Афроамериканци    | 0 (0,0%) | 5 (6,5%)   |
| Азијати           | 0 (0,0%) | 30 (39,0%) |
| Хиспаноамериканци | 0 (0,0%) | 6 (7,8%)   |
| Укупно            | 0        | 77         |